# Štít (Klamoš)
Štít (německy Schtit) je vesnice v okrese Hradec Králové, místní část obce Klamoš. Leží asi 5 kilometrů jižně od Chlumce nad Cidlinou. Je jednou z nejmenší vesnic v Chlumeckém regionu, žije zde 70 obyvatel.

## Původ jména
Původní jméno vsi Ščítov (tj. Ščitův dvůr) je pravděpodobně odvozeno od rodového jména Štit. Název však mohl také vzniknout jinak. Ves byla kolem dokola obklopena lesy a prostor vesnice mohl tvořit pouhou mýtinu, která se ve staročeštině nazývala „štíet“, což označovalo místo, kde se na vyklučené mýtině vyrábělo dřevěné uhlí. Pokud se v zaniklých Liplesích skutečně zpracovávala železná ruda, je nepochybné, že v blízkosti se muselo v milířích vyrábět dřevěné uhlí.

## Historie
Archivních dokumentů o vsi Štít se zachovalo velmi málo, i když jak se zdá, byla vesnice známa před rokem 1397, kdy po velké katastrofě (snad požáru) byla znovu vystavěna. Ves patřila s největší pravděpodobností od počátku k majetku klamošských vladyků. Poté se dostala do okruhu pardubického panství Pernštýnů a později se stala poddanskou vsí chlumeckého panství, s nímž sdílel všechny jeho osudy. V soupise z roku 1657 je uvedeno, že komise shledala ve vsi Štít 5 usedlostí, 7 chalup a jeden domek, všechny však pusté. Pustých obcí bylo shledáno v okolí několik, ale ne všechny byly znovu osídleny. Domky štítských občanů byly vystavěny vesměs ze dřeva s doškovou střechou, a nebylo proto divu, že požár často smetl polovinu vesnice. Poslední velký požár vypukl v obci v roce 1890, kdy lehla více než polovina domků v obci popelem. Nové domky byly potom stavěny již z vepřovic a opuky. Od konce 17. století, jak zaznamenává chlumecký urbář, vedla mezi Štítem a Pamětníkem zemská silnice hradecko-kolínská a v místech poblíž dnešního hostince „Chárovna“ se vybíralo mýto. Od zrušení patrimoniálního zřízení v polovině 19. století až do roku 1895 byl Štít ve svazku politické obce Újezd, od níž se osamostatnil roku 1895. Od roku 1965 je Štít místní částí Klamoše.

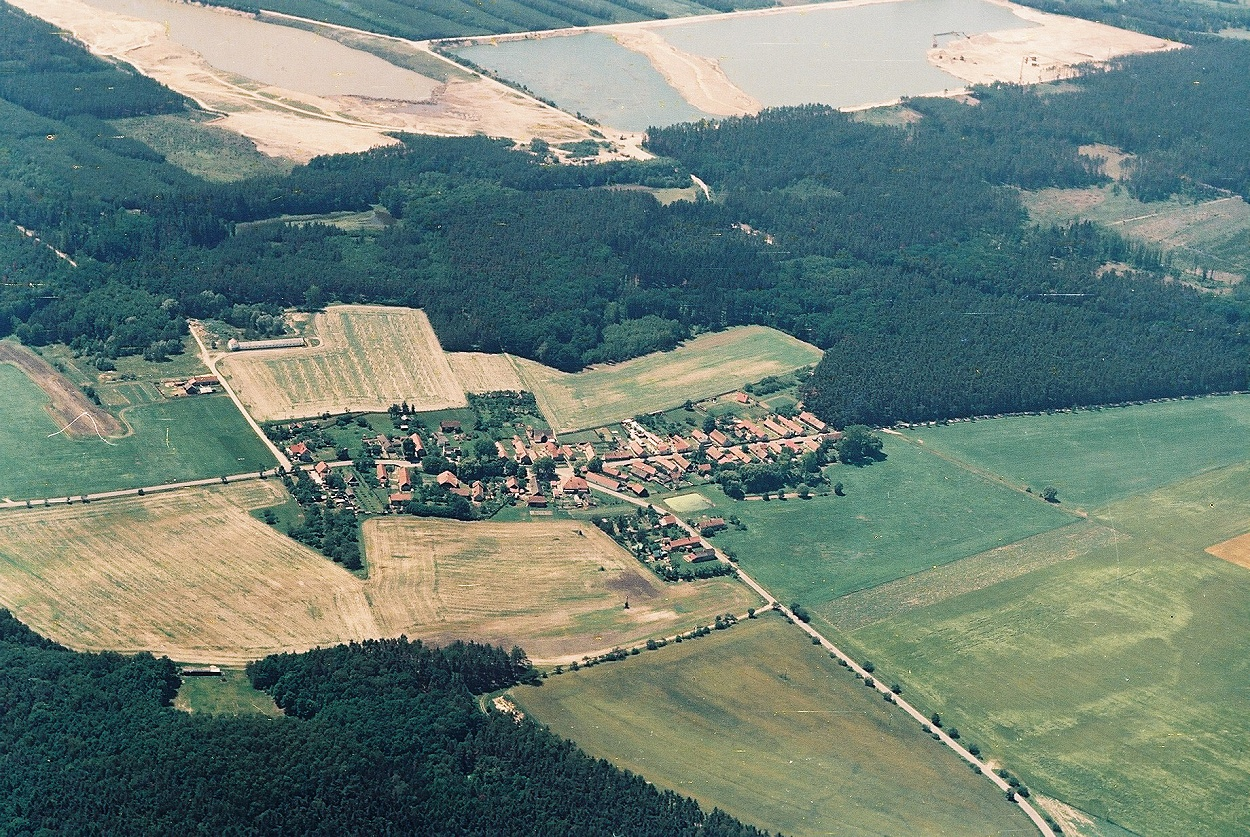
Letecký snímek Štíta z roku 1991

## Architektura obce
Štít je jednou z nejmenších vsí na Chlumecku. Z architektonického hlediska se jedná o ulicový typ vesnice s částečnou okapovou zástavbou (domy postaveny okapem do ulice). Na mapě stabilního katastru můžeme sledovat stagnaci výstavby ve vsi. Na severovýchodní straně vřetenovité návsi zcela zanikly domy a zůstaly jen zahrady. Na jejich okraji (u silnice) byly postupem času postaveny domky, ale zahrady zůstaly původním vlastníkům.
Uprostřed návsi stojí skromný pomník „Boží muka“ s dřevěnou zvoničkou. Je zde také umístěna stylová tabule, seznamující návštěvníky se zajímavostmi vesnice a jejího nejbližšího okolí. Štítská myslivna je nejtypičtějším příkladem stavby tzv. nádražního typu. Stavba je postavena z režných cihel, nárožní a nadokenní kvádrování je štukové. Stavbu završuje charakteristický polovalbový štít. Myslivna byla postavena před rokem 1850 a je majetkem rodu Kinských. Před myslivnou stojí pomník Antonína Sovy, jako připomínka na pobyt básníka ve Štítu, jehož autorem je akademický sochař Vojtěch Adamec.

## Pověst
Václav Horyna ve své knize „Pověsti kraje Malátova a Klicperova“, vydané v roce 1941, převyprávěl pověst ze Štíta nazvanou Rychtář a strážník zeměměřiči. Pověst vypráví o parcelování obecního pozemku, kdy z jedné strany odměřoval šíři pozemku, svými kroky obrovitý rychtář a z druhé strany, postavou malý, obecní strážník. Tím vznikly pozemky na jedné straně široké a na druhé straně viditelně se zužující. Pověst vyprávěl autorovi štítský rodák Jan Drahokoupil (* 1867), který jí znal od svého otce. Pověst má reálný základ a část rozparcelovaných obecních pozemků tomu nasvědčuje.

## Osobnosti tvořící ve Štítě

### Antonín Sova

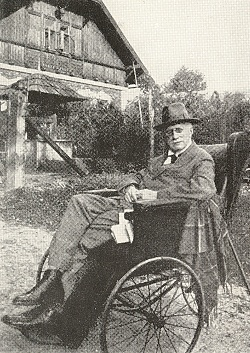
Básník Antonín Sova před štítskou myslivnou (1921)

Antonín Sova odešel po maturitě do Prahy studovat práva, ale pro nedostatek finančních prostředků studií zanechal a vrátil se domů. S pomocí básníka Jaroslava Vrchlického začal roku 1886 pracovat v Ottově Slovníku naučném a o rok později nastoupil ve zdravotním referátu pražského magistrátu. Aktivně se účastnil práce ve spolku Máj a v literárním odboru Umělecké besedy. V letech 1898–1920 byl ředitelem pražské městské knihovny. O prázdninách v letech 1921 a 1922 byl několikaměsíčním hostem ve štítské myslivně u hajného Josefa Knýho, jejichž synové společně studovali. Bylo to již v době umělcova těžkého onemocnění, ale pobyt ve Štítě mu částečně zdraví vrátil a tak mohl ještě několik let umělecky tvořit. Pod starou lípou u štítské myslivny napsal A. Sova lyrickou báseň „Žhnoucí léto“, která oplývá zvukomalebnou češtinou. Na památku básníkova pobytu ve vsi byl v roce 1963 otevřen za pomoci Památníku národního písemnictví „Sovův koutek“, který uchovává jeho umělecká díla jak z oblasti prózy, tak i poezie. Jsou zde také vystaveny předměty, jež sloužily básníkovi při jeho pobytu v myslivně. V roce 1966 byl vztyčen básníkův pomník před štítskou myslivnou, který je vytesán z žulového odštěpku z lomu u La Chaise Dieu ve Francii. Těžká a bolestná choroba mu nakonec znemožnila volný pohyb. Zemřel 16. srpna 1928 v Pacově.

### Ak. malířka Marie Adamcová
Marie Adamcová, akademická malířka se narodila v roce 1932 v Klamoši a po absolvování Vysoké školy umělecko-průmyslové v Praze v ateliéru profesora Antonína Strnadela pracovala jako výtvarný pedagog. Několik let pracovala jako výtvarnice v pražském divadle Semafor. Jejím hlavním zájmem byla keramika a pro potřeby pedagogů zpracovala odbornou knihu o technologiích, technice a pracovních postupech v keramickém oboru. Její výtvarné práce jsou zaměřeny především na figurální plastiku a portrétní práce. Věnuje se i literární tvorbě a v roce 2005 vydala knihu vlastních vzpomínek na svoje dětství v Klamoši, pod názvem „Klamošské vzpomínky“ a let studií „Děravá oblaka“.

### Ak. sochař Vojtěch Adamec

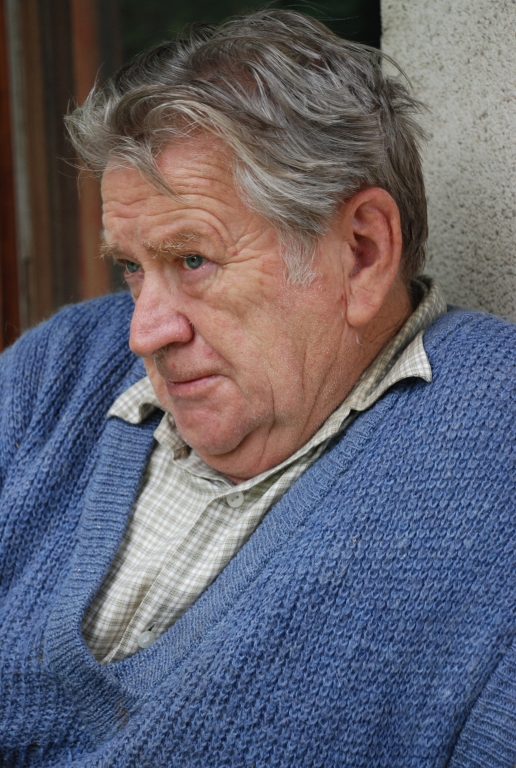
Vojtěch Adamec

Vojtěch Adamec - rodák z moravského Hulína (1933–2011). Vystudoval Umělecko-průmyslovou školu v Praze u profesora J. Wagnera a prof. J. Baucha. Později se sám věnoval pedagogické činnosti a přednášel na umělecké škole v Hořicích v Podkrkonoší. K dílům, která zvláště výrazně vyznačují vzestupnou linii jeho tvorby, patří z poslední doby (kromě busty Hugo Haase ve foyeru Národního divadla) monumentální sousoší slavníkovských bratří sv. Vojtěch a sv. Radima, instalované v hradištním areálu v Libici nad Cidlinou K dalším významným dílům, která vytvořil za spolupráce s manželkou, patří pomník papeže Jana Pavla II. a busty českých královen Elišky Přemyslovny a Elišky Rejčky v Hradci Králové, busta Bohumila Kubišty v Praskačce a portrétní busta V. K. Klicpery v Klicperově domě v Chlumci nad Cidlinou. Vojtěch Adamec patří se svojí manželkou mezi elitu českých výtvarníků a v posledních desetiletích zde ve Štítě, umělecky tvořil.

## Zajímavá místa v okolí

### HostinecChárovna
Hostinec Chárovna se nachází 1 km ve směru na Chlumec nad Cidlinou. Zájezdní hospoda a ubytovna pro letní hosty, dostala své pojmenování od Františka Cháry z Klamoše, který ji v roce 1833 postavil pro občerstvení formanů svážejících z lesa kmeny. Pozemek pro stavbu daroval novému hostinskému hrabě Oktavián Kinský s podmínkou, že ve výčepu bude točit jen chlumecké pivo. V druhé polovině 20. století zakoupil objekt trutnovský podnik ZPA (Závody průmyslové automatizace). Vzhled objektu se změnil tak, že s původní stavbou měl společné pouze základy. Až do roku 1995 zde podnik ZPA Trutnov provozoval v letních měsících rekreační středisko pro svoje zaměstnance. V následujících letech objekt podnik ZPA prodal a během letních měsíců je zde v současné době provozována výletní restaurace.

### PískovnaPamětník

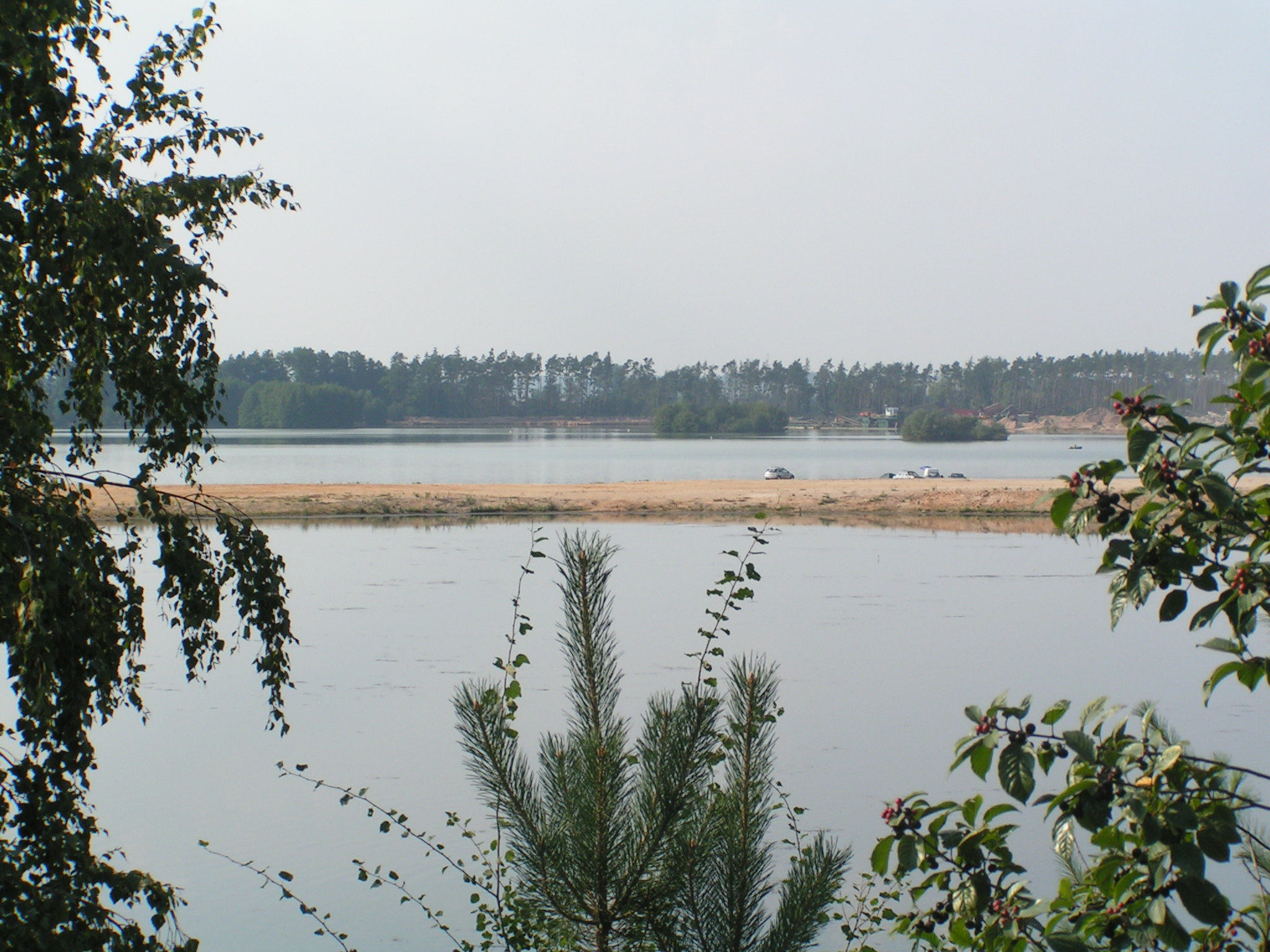
Pamětnické písníky

Pískovna Pamětník se celá rozkládá na katastru Štíta. Těžbu štěrkopísku provádí firma Tarmac CZ a.s., která je v současné době jedním z největších výrobců a dodavatelů kameniva v České republice. Takzvaná mokrá těžba štěrkopísků je zde v současnosti prováděna výlučně moderními plovoucími korečkovými rypadly. S omezováním negativních vlivů povrchového dobývání úzce souvisí sanace a rekultivace vytěžených částí, která vyplývá pro těžební organizaci z horního zákona a zde je uplatňována v plné míře. Dle údajů z roku 2007 se v pískovně ročně vytěžilo přibližně 250 tisíc tun štěrkopísku, který byl expedován v 10 frakcích. Vytěžený prostor s vodní plochou zabíral téměř 100 ha. V uvedené době bylo odlesněno a připraveno k těžbě dalších 26 ha, přičemž v následujících letech se těžba štěrkopísku dále rozšiřovala. Písníky jsou rájem rybářů a v letních měsících jsou vyhledávaným místem ke koupání.
Pískovna je také významnou mineralogickou lokalitou. V naplaveninách zde lze nalézt zkamenělá dřeva a vzácněji též chalcedony a acháty, které sem byly zaneseny v období pleistocénu tokem Cidliny z původních míst výskytu v Podkrkonoší.

### PenzionVASURY Kolesa

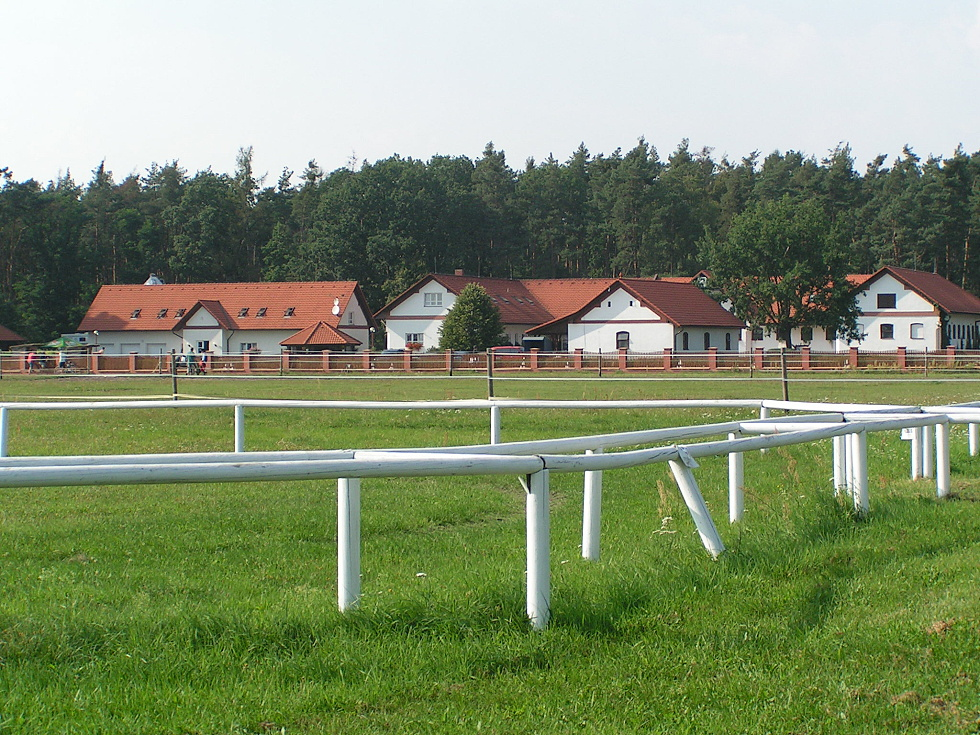
Penzion VASURY Kolesa

Penzion Kolesa leží 3 km jižně od Štíta na okraji vsi Kolesa. Na okraji borových lesů se rozkládá kompletní areál s restaurací s přilehlým rozsáhlým areálem pro všechny druhy jezdeckého sportu a nedalekou oborou se spárkatou zvěří. Mezi zájezdním hostincem „Chárovna" a „Penzionem Kolesa“ je vybudována cyklistická stezka.

### LesovnaCikánka
Lesovna stojí na hrázi vysušeného rybníka Rutvas v těsném sousedství chráněné přírodní památky Pamětník, také zvané Kotrdáč. Území je chráněno od roku 1995 a v přírodním prostředí nížinného úseku říční nivy v povodí Cidliny se nachází pestrý komplex mokřadních, lučních a pískomilných rostlin. Kromě ohrožených druhů rostlin zde můžeme pozorovat i vzácné druhy drobného ptactva.

## Zaniklé obce v okolí
- Jistřice – V zápise z r. 1397 psána jako Gistrzicz. Ves stávala v trojúhelníku mezi Klamoší, Újezdem a zaniklými Liplesy. V zemských deskách nacházíme pouze jedinou zmínku v roce 1397, kdy Martin z Hoříněvsi, coby poručník sirotků po Marši z Ostrova, prodal celé klamošské zboží Milotovi z Úsova, tj. včetně Jistřice.
- Liplesy – Název obce mohl vzniknou od okolních lipových lesů. Ves stávala východně od Štíta a v zemských deskách o ní hovoří stejný zápis z roku 1397, jako o Jistřici, coby součásti klamošského vladyckého zboží. Zápis hovoří o Liplesi villam integram, což v překladu znamená Liplesy ves celá. V urbáři z roku 1571 je zapsána již jako ves pustá. Podle dochované pověsti byly Liplesy vsí hutníků, kde se tavila povrchová železná ruda z blízkých Železných hor. Při hlubší orbě se skutečně v okolí na strusku přišlo, ale pravdivost této teze o hutích nelze nijak doložit. Na místě zaniklé vsi vznikl v pozdějších dobách rybník Vyples, ale i ten v následujících letech zanikl a byl zalesněn. Ještě dnes jsou však v lese znatelné obrysy hráze rybníka. K zaniklé obci se váže pověst Tři sta kovářů, jež vypráví o hutnících a hutích v obci.

## Fotogalerie

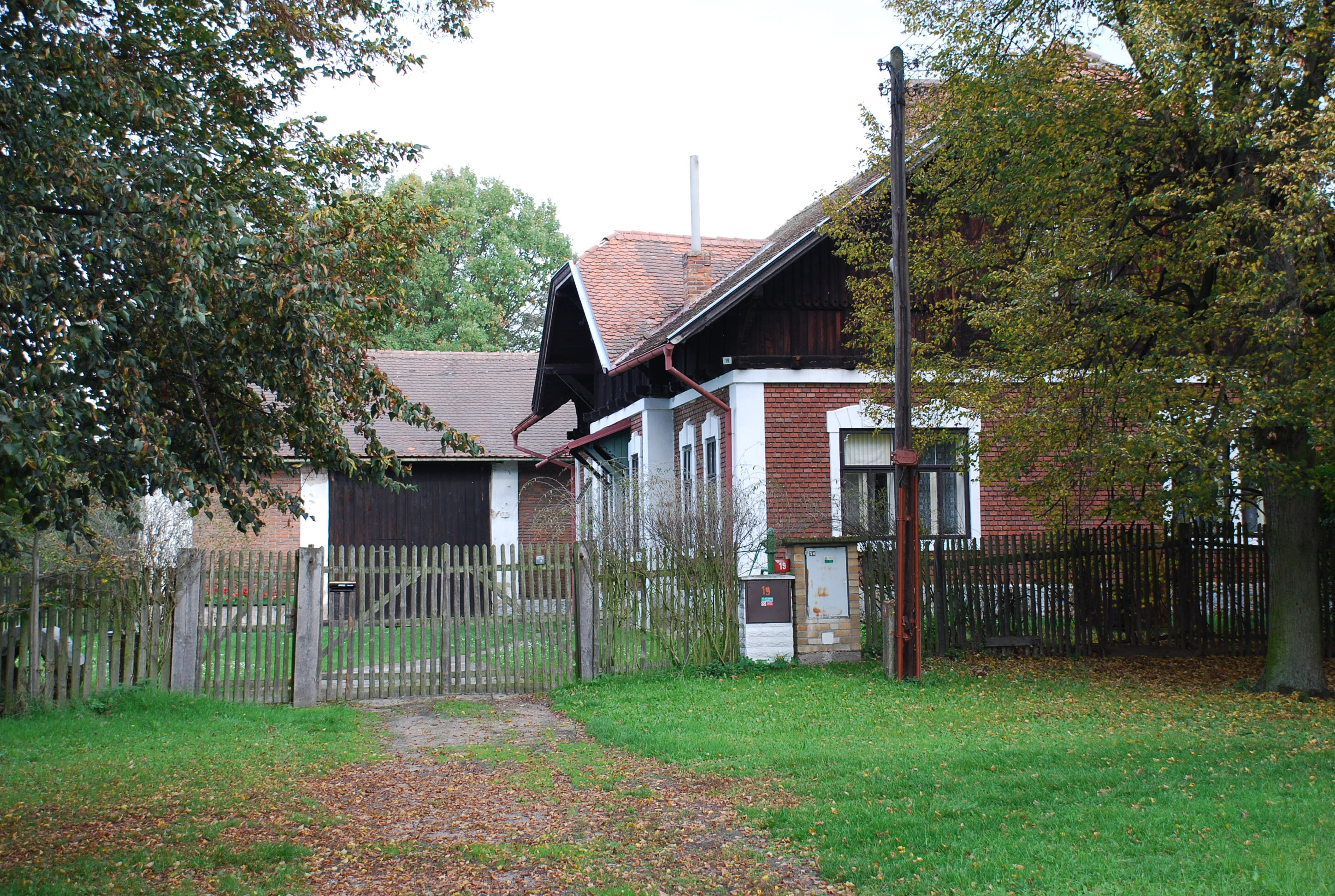
Štítská myslivna
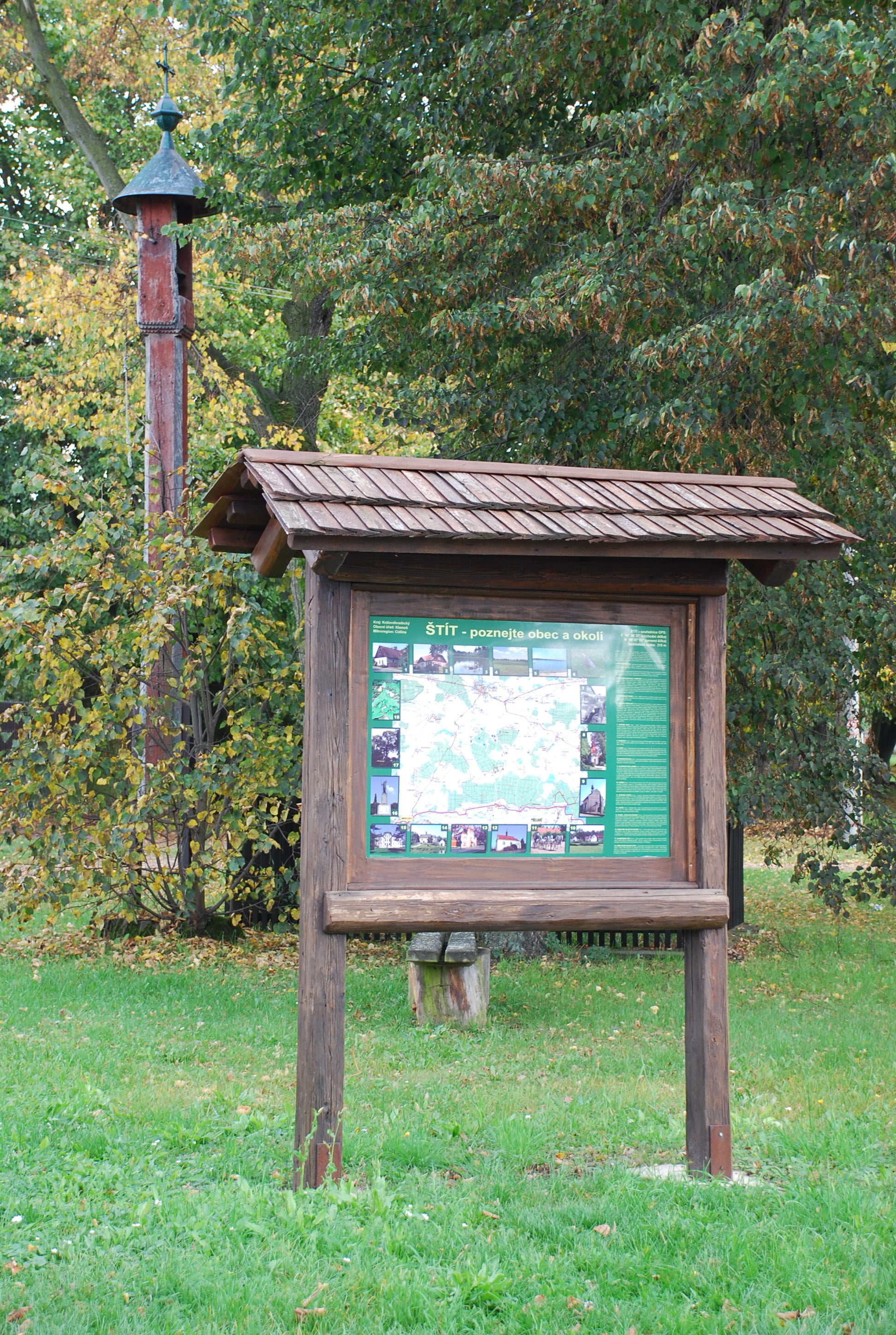
Zvonička a informační tabule
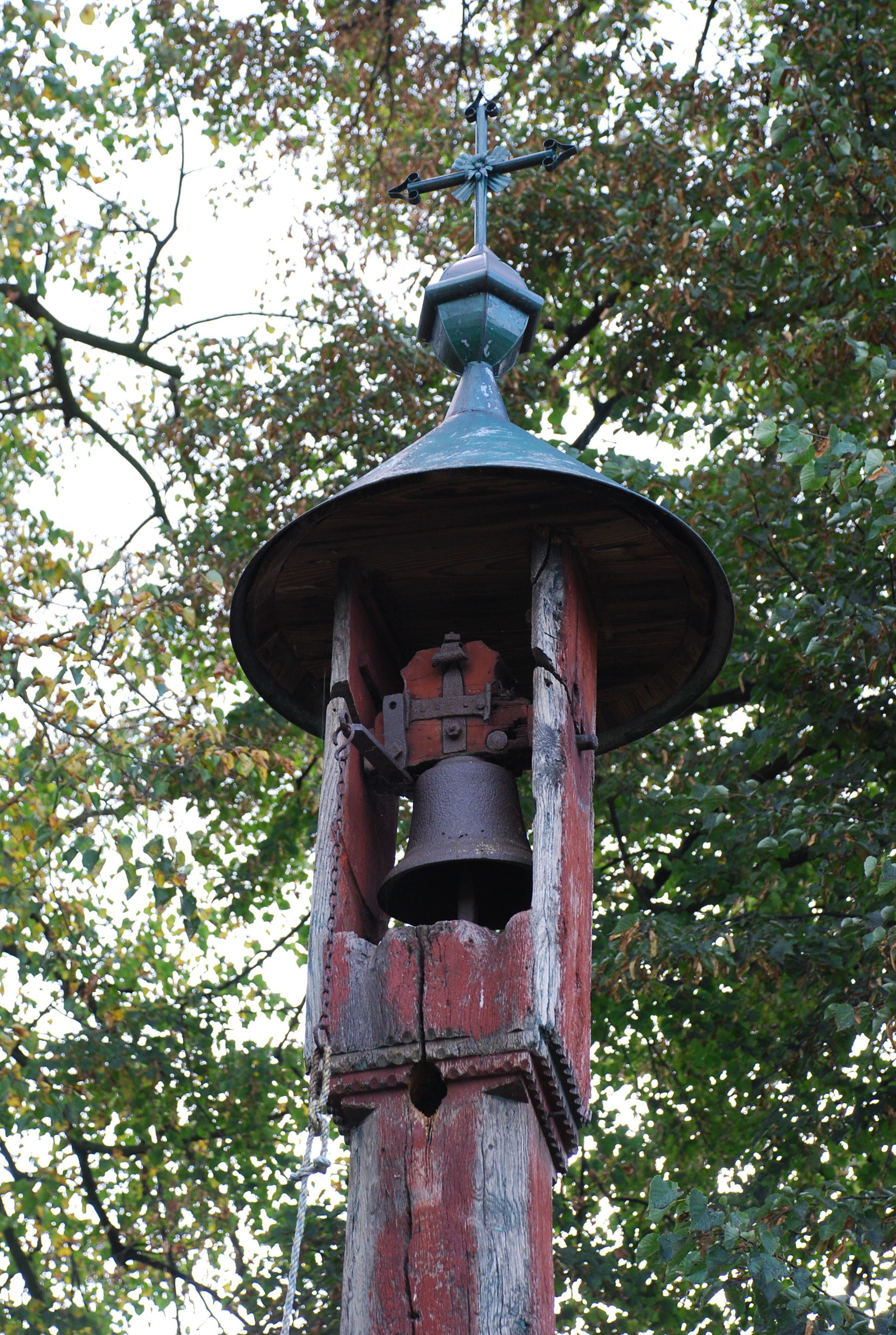
Zvonička detail
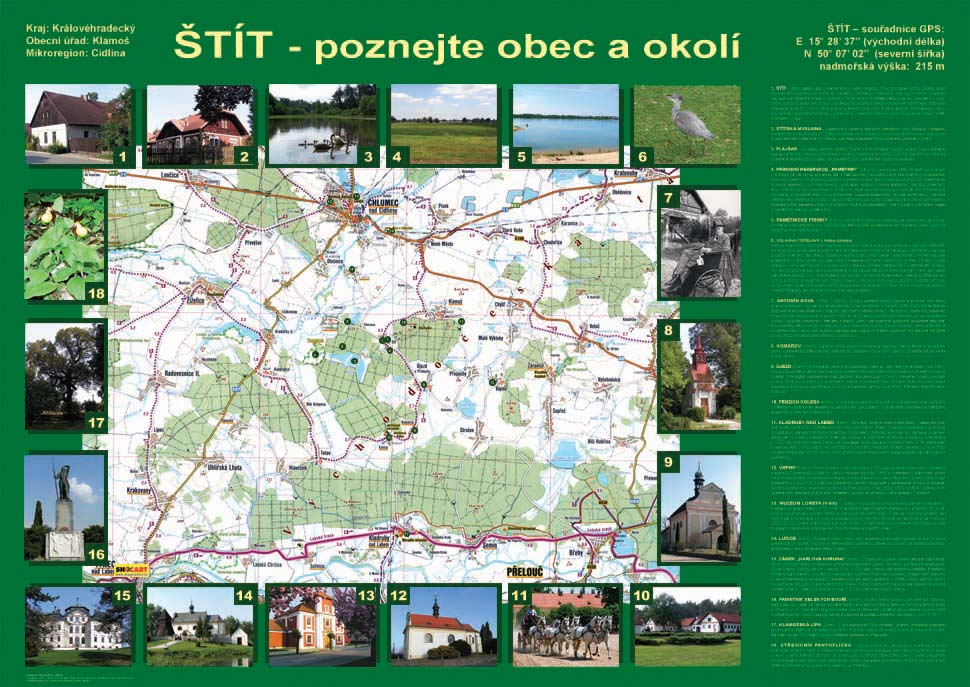
Informační tabule - detail
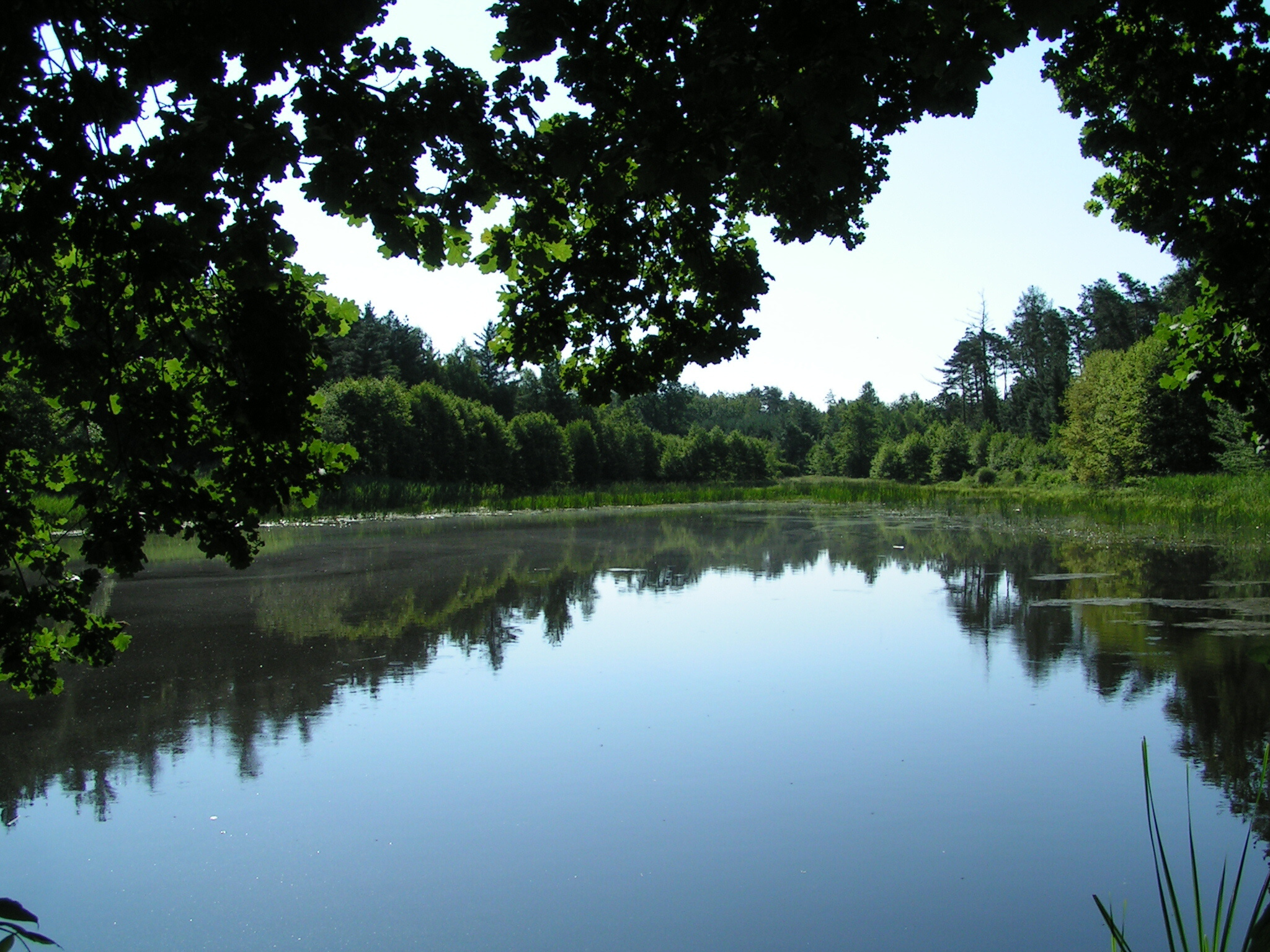
Lesní rybník Horní Flajšar
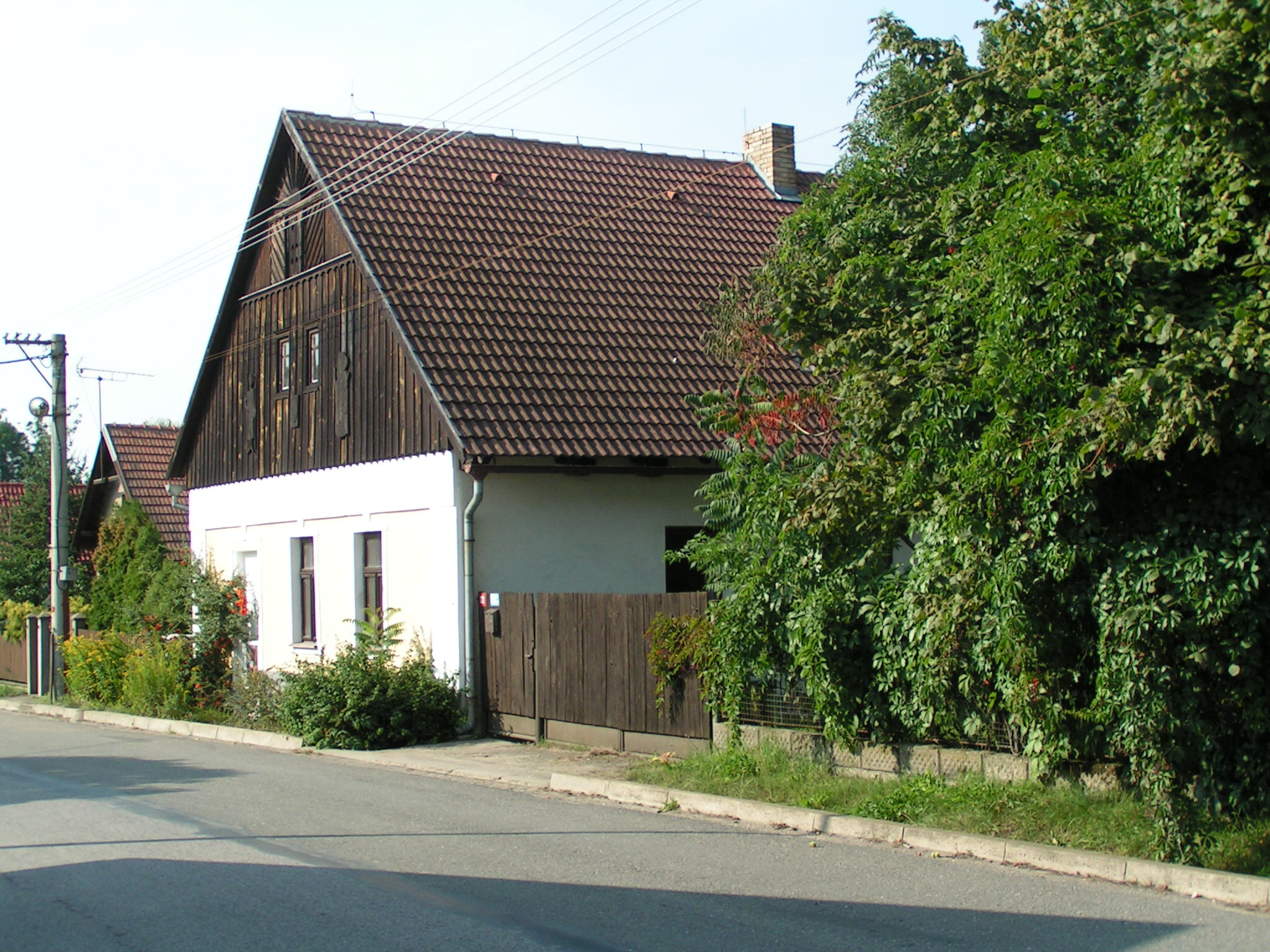
Původní architektura
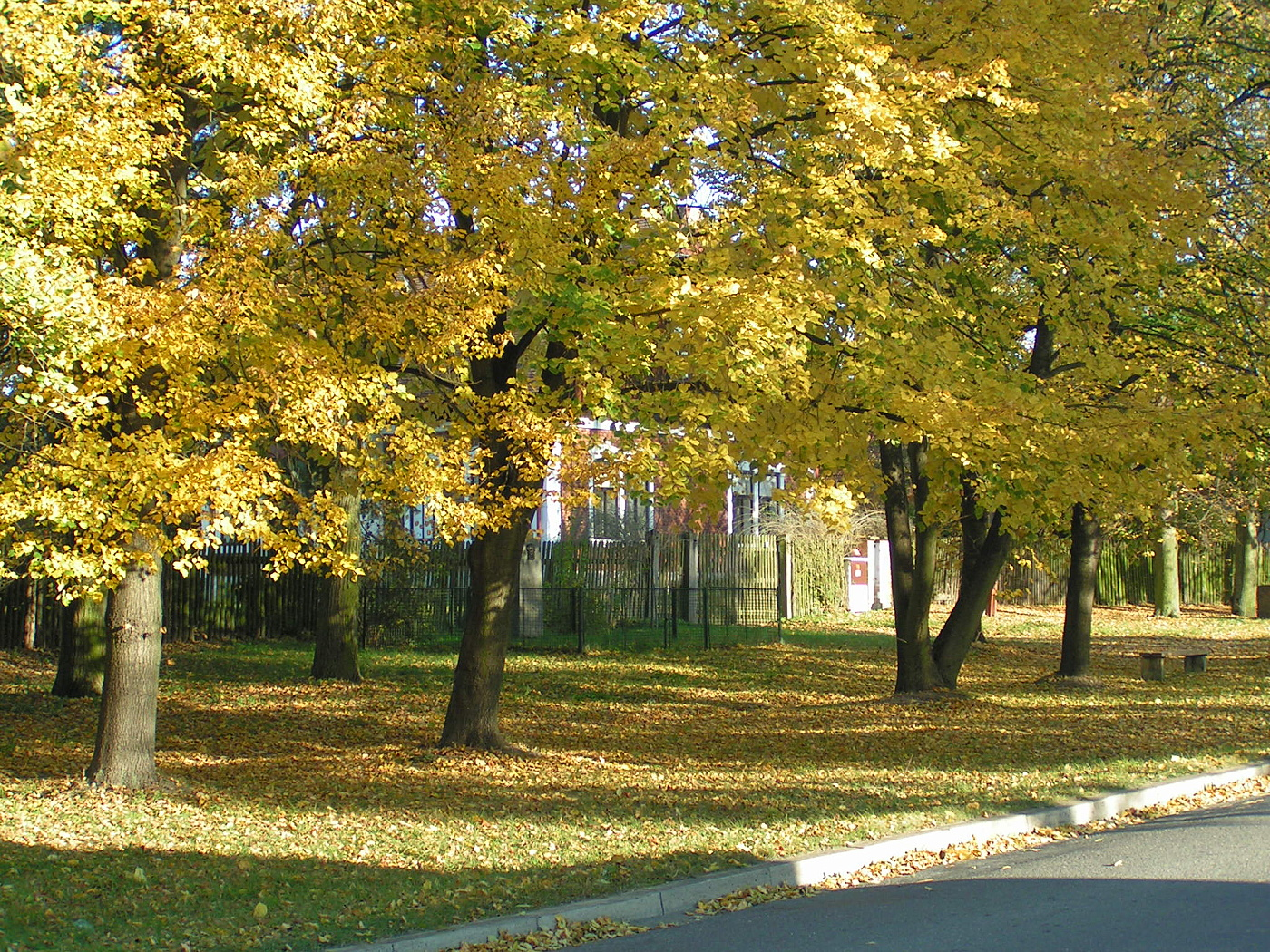
Náves před myslivnou